# Zilif
Zilif (arab. ‏زلف‎) – wieś w Syrii, w muhafazie Aleppo, w dystrykcie Al-Bab. W 2004 roku liczyła 240 mieszkańców.